# The Old Soak
De verloren film The Old Soak is een stomme misdaadfilm uit 1925 met  Jean Hersholt, George J. Lewis en June Marlowe in de hoofdrollen. 
The Old Soak is gebaseerd op het toneelstuk uit 1922 met dezelfde naam van Don Marquis.

## Rolverdeling
| Acteur          | Personage                        |
| --------------- | -------------------------------- |
| Jean Hersholt   | Clement Hawley, Sr.              |
| George J. Lewis | Clemmy Hawley                    |
| June Marlowe    | Ina Heath                        |
| William V. Mong | Cousin Webster                   |
| Gertrude Astor  | Sylvia De Costa                  |
| Louise Fazenda  | Annie                            |
| Lucy Beaumont   | Mrs. Hawley                      |
| Adda Gleason    | Lucy                             |
| Tom Ricketts    | Roue                             |
| George Siegmann | Al                               |
| Arnold Gray     | Shelly Hawley (als Arnold Gregg) |